# Klopfermühle

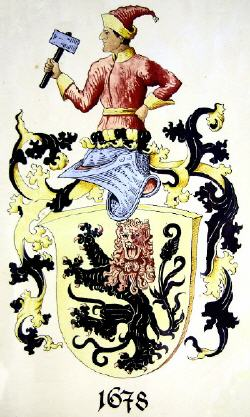
Wappen der Familie Klopfer

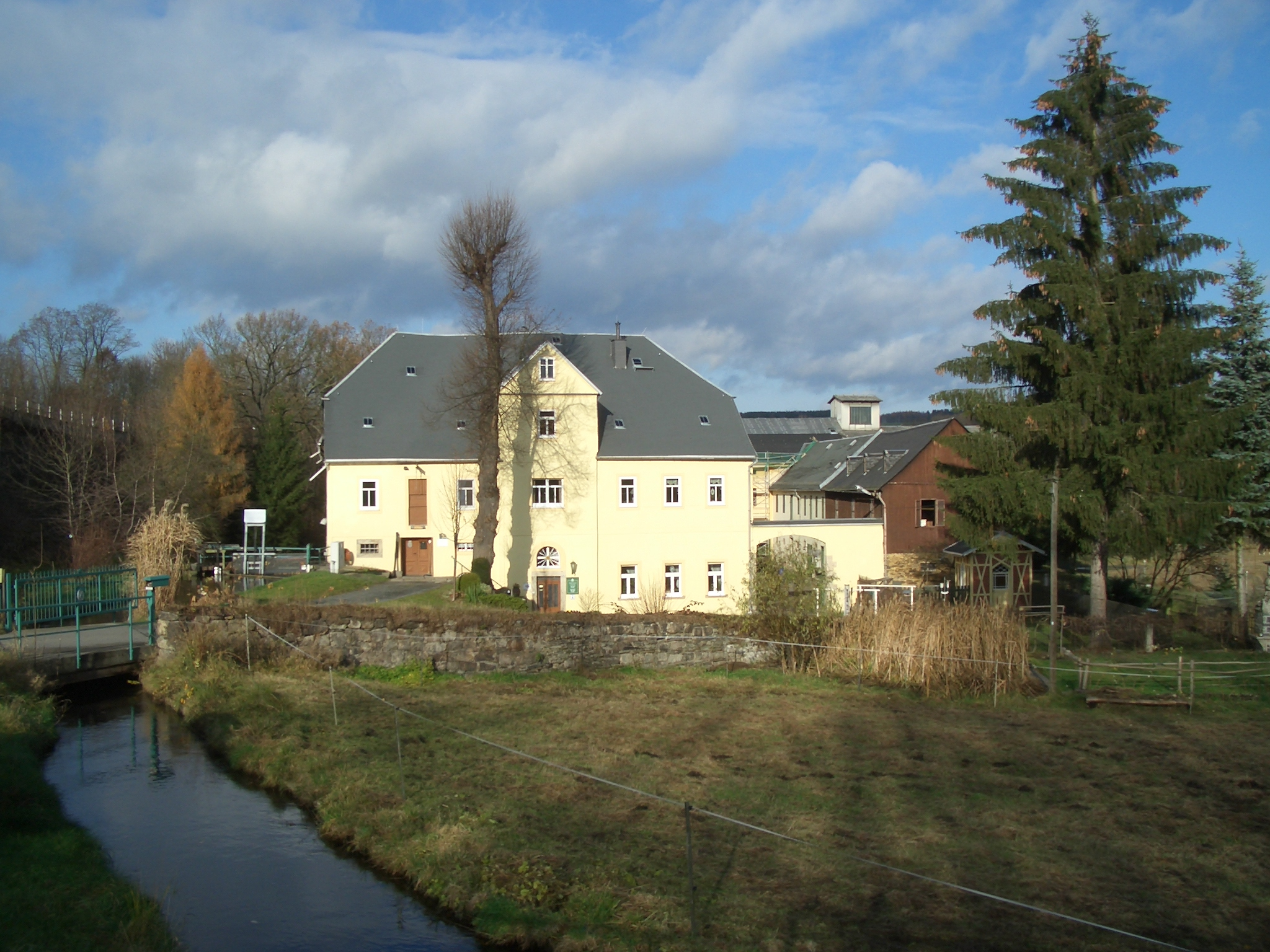
Die Klopfermühle in Lengenfeld

Die Klopfermühle in Lengenfeld ist nicht nur die letzte der einst 45 Wassermühlen, die von dem kleinen Fluss Göltzsch angetrieben wurden, sondern sogar die letzte im sächsischen Vogtland.

## Geschichte
Im Jahre 1438 wurde die Klopfermühle erstmals urkundlich erwähnt als „gut gelegin... in dem dorffe zcu Lengefelt, gnant in der Hoyersmule, da itzund einer uff sitzit, gnant Nickel Hoyer“.
Bis 1595 blieben die Mühle und das dazugehörige Gut im Besitz der Familie Hoyer, wodurch sich der Name Hoyersmühle auch für die nachfolgenden Zeiten fest einprägte. Die Hoyersmühle war lange Zeit der größte Steuerzahler in Lengenfeld, ein Zeichen dafür, dass sie über die Jahrhunderte einen beachtlichen Wirtschaftsfaktor darstellte.
Nachdem Ende des 18. Jahrhunderts die Bindung der Mühle an adlige Grundherren aufgehoben wurde, waren die Müller nicht mehr nur Pächter, sondern Eigentümer der Mühle geworden.
Im Zuge der Industrialisierung wurden nach 1818 von Lengenfelder Textilfabrikanten in einem aufgesetzten Stockwerk Spinnmaschinen aufgestellt und mit Wasserkraft betrieben.
1853 wurden durch den damaligen Besitzer Christian Wilhelm Lautenschläger neue Gebäude errichtet, die noch heute die äußere Gestalt der Mühle bestimmen. Sein Plan einer Dampfmühle wurde jedoch nicht realisiert.
Ihren Namen bekam die Klopfermühle durch Christian Gotthilf Klopfer aus Werdau, der 1863 die ehemalige Hoyersmühle übernahm. Die Mühle ist bis zum heutigen Tage im Besitz der Familie Klopfer und der einzige verbliebene Mühlenbetrieb mit Wasserantrieb an der Göltzsch.

## Mühle heute
Heute werden in den 4 Doppelwalzenstühlen der Klopfermühle Roggen und Weizen vermahlen und an regionale Bäckereibetriebe geliefert. In einem der Mühle angeschlossenen kleinen Naturkostladen werden eigene Erzeugnisse sowie weitere Naturprodukte verkauft.
Außerdem betreibt die Klopfermühle einen Futtermittelhandel, in dem sie eine umfangreiche Auswahl an Tierfutter bereithält. Nach Voranmeldung werden Mühlenführungen veranstaltet, und in einem kleinen Privat-Museum können die Besucher viel Wissenswertes zur Mühlen- und Stadtgeschichte erfahren.

## Mühlentag
Jedes Jahr am Pfingstmontag nehmen bundesweit über 1000 Mühlen am Deutschen Mühlentag teil. Auch die Klopfermühle beteiligt sich seit 1994 an dieser Veranstaltung und öffnet ihre Türen den Besuchern, welche hier die vielfältige Arbeit der Müller kennenlernen können.

## Galerie

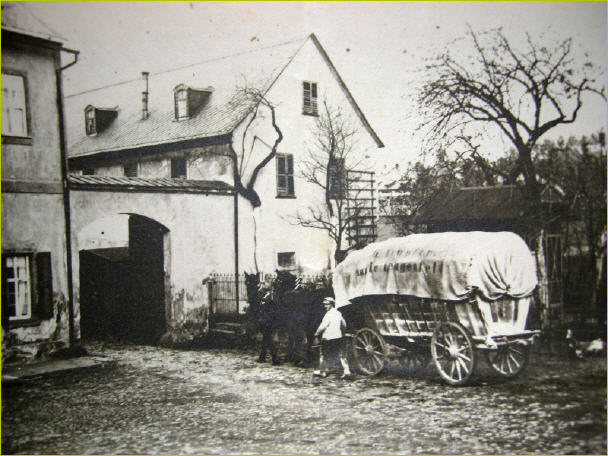
Mehlauslieferung Anfang des 20. Jahrhunderts
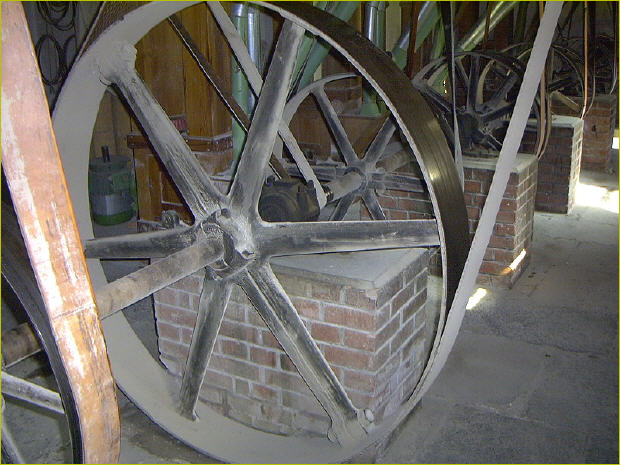
Hauptwelle im Mühlhaus der Klopfermühle
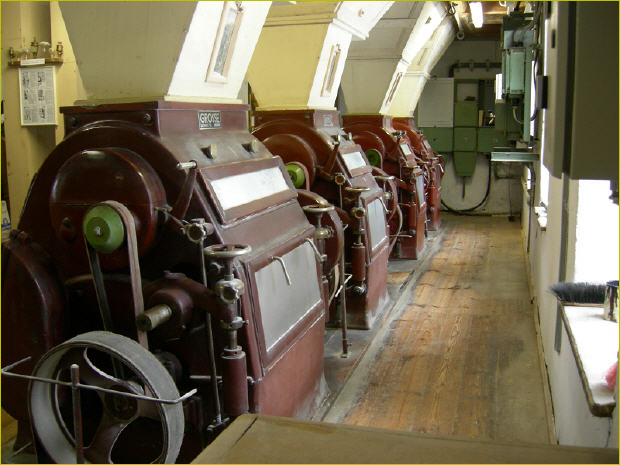
Walzenstühle in der Klopfermühle
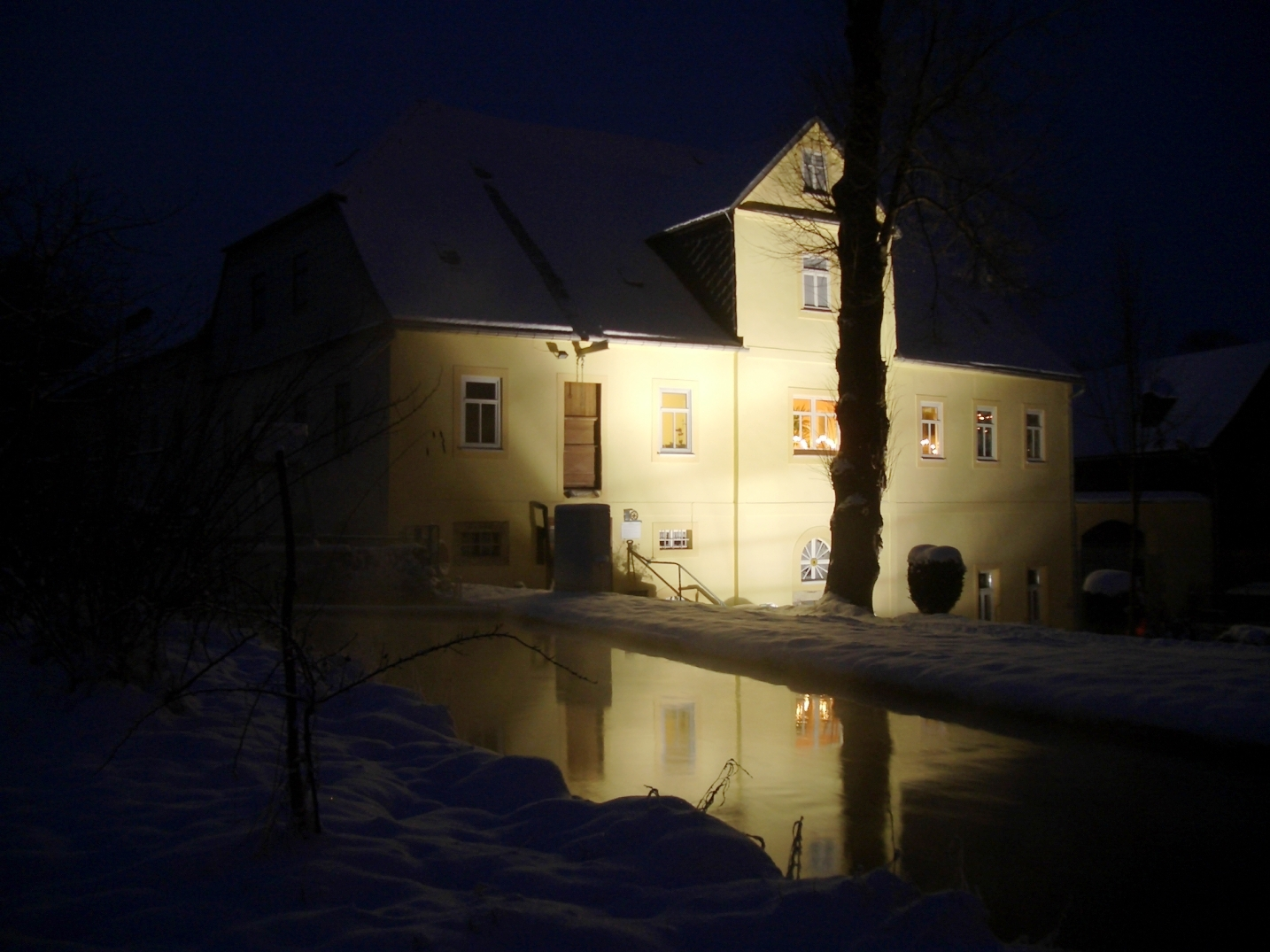
Winterabend an der Klopfermühle